# Karula Pikkjärv
Az Karula Pikkjärv egy tó Észtországban, Valga megyében Karula község területén.

## Földrajz
A 39,7 hektáron elterülő tó legmélyebb pontján 12,6 méter, átlagos mélysége 2,3 méter. A tó 51,8 méteres tengerszint feletti magasságban található. A kelet-nyugati irányban elnyúló tó hossza 3 km, legszélesebb pontján is csak mindössze 170 méter széles. A tó és környéke a Karula Pikkjärv Tájvédelmi Körzet része.

## Fordítás
Ez a szócikk részben vagy egészben  a   Karula Pikkjärv című észt Wikipédia-szócikk ezen változatának fordításán alapul.  Az eredeti cikk szerkesztőit annak laptörténete sorolja fel. Ez a jelzés csupán a megfogalmazás eredetét és a szerzői jogokat jelzi, nem szolgál a cikkben szereplő információk forrásmegjelöléseként.